# ATP Challenger Atlanta
Der ATP Challenger Atlanta (offiziell: Atlanta Claycourt Challenger) war ein Tennisturnier, das 2006 einmal in Atlanta, Georgia, stattfand. Es gehörte zur ATP Challenger Tour und wurde im Freien auf Sand gespielt.

## Liste der Sieger

### Einzel
| Jahr | Sieger          | Finalgegner    | Ergebnis |
| ---- | --------------- | -------------- | -------- |
| 2006 | Diego Hartfield | Frank Dancevic | 7:5, 6:0 |

### Doppel
| Jahr | Sieger                | Finalgegner          | Ergebnis |
| ---- | --------------------- | -------------------- | -------- |
| 2006 | Hugo Armando André Sá | Harel Levy Dudi Sela | 6:4, 6:4 |